# Yvonne Seifert
Yvonne Seifert (* 27. Juli 1964 in München) ist eine ehemalige deutsche Freestyle-Skierin. Sie startete in den Buckelpisten-Disziplinen Moguls und Dual Moguls.

## Karriere
Yvonne Seifert startete am 12. Februar 1989 erstmals im Freestyle-Skiing-Weltcup. Wenige Wochen später belegte sie bei den Weltmeisterschaften in Oberjoch den 17. Platz. Bei den Olympischen Winterspielen 1992 wurde sie im Buckelpisten-Wettkampf Neunte. Ein Jahr später konnte Seifert sich erneut für die Weltmeisterschaften in Zauchensee qualifizieren und sich dort auf Rang 14 verbessern. 1996 beendete sie ihre Karriere.